# ¿Quién mató a Mariano Ferreyra? (película)
¿Quién mató a Mariano Ferreyra? es un docudrama argentino de 2013 dirigido por Alejandro Rath y Julián Morcillo y protagonizada por Martín Caparrós, Lucía Romano, Enrique Piñeyro y Soledad Villamil. Está basada en el libro homónimo del escritor y periodista Diego Rojas. Fue estrenada el 4 de abril de 2013 y el 16 de octubre de 2015, a pocos días del quinto aniversario del asesinato del militante, fue subida al sitio de streaming Vimeo.

## Sinopsis
Andrés Oviedo (Martín Caparrós, en el primer papel protagónico de su carrera) es un periodista encargado de llevar adelante una investigación sobre la muerte del militante Mariano Ferreyra.

## Reparto
- Martín Caparrós como Andrés Oviedo.
- Lucía Romano como Ana Oviedo.
- Enrique Piñeyro como Petiso (voz).
- Iván Moschner como Ordenanza.
- Leonor Manso como Gladis (voz).
- Soledad Villamil como Marta (voz).
- Bárbara Mastronardi como Fernanda.
- Alberto Romero, Carlos Varela, José Ojivieki, Enrique Morcillo y Emilce Díaz como Periodistas.

## Premios
| Año  | Premio                                               | Categoría                                           | Resultado |
| ---- | ---------------------------------------------------- | --------------------------------------------------- | --------- |
| 2013 | Premios Sur                                          | Mejor documental                                    | Nominado  |
| 2014 | Cóndor de Plata                                      | Mejor documental                                    | Nominado  |
| 2014 | Cóndor de Plata                                      | Mejor guion adaptado                                | Nominado  |
| 2014 | Festival Internacional de Cine Político              | Premio Especial del Jurado                          | Ganador   |
| 2015 | Langosta Azul                                        | Mejor película de Medio Ambiente y Pueblos en Lucha | Ganador   |
| 2015 | Festival Internacional de Cine Político de Concordia | Mejor largometraje                                  | Ganador   |